# Pepin z Heristalu
Pepin z Heristalu znany też jako Pepin Średni, Pepin II, Pepin Gruby (ur. między 635 a 650, zm. 16 grudnia 714) – majordom Austrazji, Neustrii i Burgundii na dworze Merowingów w latach 680–714; stopniowo przejął kontrolę nad państwem frankijskim.

## Życiorys
Urodził się między 635 a 650 rokiem, w Herstalu na terenie dzisiejszej Belgii. Był wnukiem Pepina Starszego z małżeństwa jego córki Begi z Ansegizelem, synem biskupa Arnulfa z Metzu.
W 679 roku został majordomem Austrazji . W początkach swych rządów walczył z majordomem Neustrii – Ebroinem, lecz został przez niego pokonany w bitwie pod Lucafao, a niedługo potem zginął jego sojusznik, dux Marcin. Ebroin został jednak zamordowany ok. 680 roku, a jego następcą w Neustrii został Waratton, który zawarł z Pepinem pokój. Wojnę próbował ponownie wzniecić syn Warattona, Gislemar, który przejściowo obalił ojca, lecz niedługo potem zmarł i Waratton powrócił na urząd. Pokój utrzymał się do jego śmierci w 686 roku. Przeciwko nowemu majordomowi Neustrii, Bercharowi, uformowała się opozycja możnych, która była popierana przez Pepina. Rozpoczęła się wojna domowa, w której siły Neustrii Berchara i Teuderyka III zostały pokonane w bitwie pod Tertry w 687 roku, a król dostał się do niewoli. Po tym wydarzeniu Pepin przejął pełnię władzy w państwie stając się rzeczywistym władcą królestwa Franków i przejmując tytuł princeps Francorum (władca Franków).
W 689 roku podporządkował sobie Fryzów (pokonawszy króla Radboda, z którego córką, Teudesintą, ożenił swego syna Grimoalda) oraz na początku VIII w. – Alamanów, po pokonaniu ich księcia Gotfryda. Rozpoczął również ewangelizację Fryzów, współpracując w tym zakresie z Wilibrordem. W 695 roku mianował swojego syna Drogona księciem Burgundii, a drugiego syna Grimoalda majordomem Neustrii. Pepin zmarł 16 grudnia 714 roku w Jupille. Jego potomkowie utrzymali urząd majordoma na dworze Merowingów ostatecznie przejmując tron frankijski w 751 roku.

## Potomstwo
Pepin około 670 roku poślubił Plektrudę, dziedziczkę dużych terenów w rejonie Mozeli. Miał z nią dwóch synów: Drogona i Grimoalda, którzy zmarli przed jego śmiercią. Pepin jako następcę wskazał syna Grimoalda, Teudoalda, nie zważając na innych swoich potomków (miał również dwóch nieślubnych synów z Alpaidą: Karola Młota oraz Childebranda, księcia Burgundii). Wywołało to po śmierci Pepina krwawą wojnę domową, w wyniku której władzę w królestwie przejął Karol Młot.